# Serrat de les Boixegueres
El Serrat de les Boixegueres, o Serrat de l'Era del Cumó (o fins i tot Serrat de l'Era del Comú), segons alguns mapes, és una serra del terme municipal de Conca de Dalt, antigament del d'Hortoneda de la Conca, situada a la part oriental de l'antic terme.
És, de fet, el contrafort occidental de la Serra de Boumort, i enllaça el capdamunt de la vall de la Llau de Segan amb l'esmentada Serra de Boumort, a llevant d'Hortoneda. És a llevant de l'Era del Comú (o del Cumó), al sud-oest de la Matella del Serrat Blanc, al nord de la Pleta de les Barres i al sud-oest de la Serra de la Travessa, a l'esquerra de la llau de la Castellana.